# Le canzoni di Bilitis
Le canzoni di Bilitis (Les Chansons de Bilitis) è una raccolta poetica di Pierre Louÿs, pubblicata nel 1894 e spacciata dall'autore come una sua traduzione dal greco antico di una fantomatica poetessa chiamata Bilitis. Ne è stato tratto un film nel 1976 diretto dal fotografo David Hamilton ed intitolato Bilitis.

## Storia
Quando Pierre Louÿs presentò il libro, affermò essere l'opera di una poetessa greca del VI secolo a.C., di nome Bilitis, i cui testi poetici erano stati trovati scritti sulle pareti di una tomba rinvenuta a Cipro. A supporto di ciò, Louÿs aggiunse vari elementi bibliografici e articoli di un fantomatico archeologo tedesco, tal prof. Heim. Questa mistificazione, data anche l'abilità del vero autore di imitare lo stile e i temi della poesia greca, ingannò inizialmente anche parte della critica che attestò l'opera come un originale. 

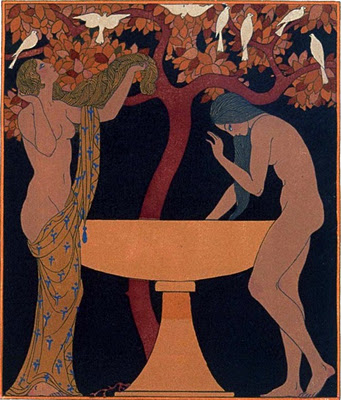
Illustrazione di George Barbier

Nel 1898 Claude Debussy musicò per piano e voce femminile tre poesie contenute nelle Chansons: La flûte de Pan, La Chevelure e Le Tombeau des Naïades. Queste composizioni sono raccolte sotto il titolo di Trois Chansons de Bilitis; nel 1900 il musicista realizzò per due flauti, due arpe e celesta, delle musiche di scena, dei Tableaux vivantes, su altre dodici poesie tratte dalle Chansons di Louÿs: Chant pastoral, Les comparaisons, Les contes, Chanson, La partie d'osselets, 'Bilitis, Le tombeau sans nom, Les courtisanes égyptienne, L'eau pure de bassin, La danseuse aux crotales, Le souvenir de Mnasidika e La pluie au matin.
Le Chansons ispirarono anche il nome della prima associazione lesbica statunitense, le Daughters of Bilitis, ovvero le figlie di Bilitis.

## Tematiche
I testi delle Chansons vertono essenzialmente sull'argomento dell'amore saffico e dell'erotismo.
L'opera è suddivisa in tre parti, ognuna delle quali descrive una fase della vita di Bilitis. 
La prima, bucolica, si riferisce alla vita della poetessa nella nativa Panfilia, all'infanzia, e alle prime esperienze sessuali.
La seconda è elegiaca è incentrata sul soggiorno a Mitilene, ove si indulge nella sensualità omosessuale.
L'ultima parte, epigrammatica, è dedicata alla vita della poetessa a Cipro, nelle vesti di cortigiana.